# Fatzcarraldo
Fatzcarraldo (El furgón del gordo en Hispanoamérica y Fofocarraldo en España) es un episodio perteneciente a la vigesimoctava temporada de la serie animada Los Simpson, emitido originalmente el 12 de febrero de 2017 en EE.UU. El episodio fue dirigido por Mark Kirkland y escrito por Michael Price.
Este episodio fue dedicado en memoria del animador Sooan Kim.

## Sinopsis
Después de que Homer gana un concurso para contar botones, se le permite volver a casa, queriendo celebrar su día con su familia, pero luego se da cuenta de que Patty y Selma tienen sus autos estacionados en su casa, para su desgracia. Patty y Selma invitan a la familia a ir a la 24ta ceremonia anual de los premios del DMV, en el cual ellas son las anfitrionas. Homer deja el lugar iracundo y deja a su familia atrás. Se va a Krusty Burger, pero se entera de que han sacado las carnes del menú, las cuales fueron remplazadas por comida vegana. Homer maneja en todo el pueblo, viendo que todos los restaurantes han hecho lo mismo. Finalmente llega a un tráiler anciano, donde todo, para delicia de Homer es insalubre y asqueroso.
Al día siguiente, Homer le cuenta la familia todo lo sucedido. El abuelo le cuenta que cuando Homer era un niño, el lo llevaba ahí todo el tiempo. Cuando Abe y Mona discutian entre ellos, iban al consejero matrimonial, el cual estaba al lado del stand de hot dogs. Ellos dejaban a Homer ahí y el sujeto que trabajaba le daba hot dogs, los cuales Homer comía para distraerse de la miseria provocada por las discusiones entre sus padres. En el presente, Patty y Selma perdieron todo su dinero en una apuesta en el evento del DMV, además de sus trabajos al gastar US$100.000 en un presupuesto de $43, por lo que se ven obligadas a vivir con los Simpsons de momento. Homer vuelve al stand de hot dogs y le pregunta al dueño si lo recuerda, este le responde que no, entristeciendo a Homer. Mientras tanto, la Escuela Primaria de Springfield tiene un programa radial, conducido por los niños del 4.º grado, incluyendo a Lisa. Todos en el programa actúan de forma ridícula y Lisa es la única que se porta bien.
Posteriormente, la presencia de Homer en el stand de hot dogs le da popularidad al local, haciendo que Krusty Burger pierda clientela. Lisa hace una entrevista en la sala de castigos en la estación radial, la cual es cerrada por Skinner. Lisa se sienta mal por eso, por lo que Homer la trae a la tienda de hot dogs para animarla. Al llegar a ahí, Homer se entera de que el stand ha sido cerrado por el Departamento de Sanidad, por presión de Krusty. Krusty compra el stand. Homer protesta ante ello y ata el stand a su auto con una cadena y se lo lleva. Homer termina en las noticias. Cuando la gente obesa se entera, se pone del lado de él y lo ayudan a cumplir su meta, cuando Krusty les dice a las mascotas de cadenas de comida alimenticia lo que sucede, un ejército de mascotas, liderados por el Coronel Sanders va en contra de Homer. En la huida, el stand, junto con Homer en él, cae a un puente y cuelga de la cadena. El dueño del stand regresa con Homer y lo salva, revelando que si recuerda a Homer después de todo. Le dice que no necesita el estand, y que la única razón que él pensó que era sagrado era porque le ayudó a pasar por los momentos más difíciles, no por el contenido del restorán. Homer deja que el stand caiga del puente, y libere todo el aroma intoxicante de los hot dogs en el aire. Bart y Marge vienen a buscar a Homer, comentándole que se ha vuelto una celebridad por sus esfuerzos en salvar el stand, y el Jefe Wiggum decide dejarlo en libertad en lugar de arrestarlo.

## Recepción
Dennis Perkins de A.V. Club le dio al episodio una C+, diciendo "El episodio, acreditado a Michael Price, apunta al corazón, pero carece de concentración para darle. Homer, misteriosamente atraído a los Chili Dogs del furgón de Deuce en un 'Condado Raramente-visto,' entabla lazos con un costroso dueño de 97 años por razones que no puede recordar. Por lo menos hasta que el abuelo le recuerda a Homer que el joven Deuce le daba chili dogs gratis y lo llamaba H-Dog cuando el joven Homer esperaba los infructuosos intentos de Abe y Mona para salvar su matrimonio en una oficina de consejo matrimonial cercana. Recordando por como la amababilidad de Deuce... era su único refugio del miedo y la soledad, Homer tiene la idea de lo que es cuando el empezó a comer sus emociones. Suficientemente justo. Claro, La elástica realidad de Los Simpson hace de las revelaciones sorprendentes como estas un asunto de rutina, asi que podemos perdonar que nunca hayamos escuchado sobre Deuce antes, y probablemente no lo volveremos a hacer. (Una pena, ya que el siempre dependiente Kevin Michael Richardson debería ser agregado al reparto secundario regular a este punto.)"
Tony Sokol de Den of Geek clasificó el episodio con 4.5 fuera de 5 estrellas, declarando "Este episodio está cargado con grandes lineas y gags visuales....Esto es de lo que Los Simpson se debería tratar, de nada, no el nada de Seinfeld, lo cual podría ser algo. Si no el tipo de nada que es el valor nutricional de la mayoría de lo que planeamos comer esta semana, solo con sirope karo extra. La simple clausura de un stand de hot dogs es una oportunidad para hacer una última parada y hacerla en una forma canibalisticamente cómica."